# Sterowik brązowy
Sterowik brązowy (Tanysiptera danae) – gatunek średniej wielkości ptaka z podrodziny łowców (Halcyoninae) w rodzinie zimorodkowatych (Alcedinidae). Słabo poznany ptak występujący tylko na wyspie Nowa Gwinea w części należącej do Papui-Nowej Gwinei. Według IUCN jest gatunkiem najmniejszej troski.

## Systematyka
Pierwszego naukowego opisu taksonu dokonał angielski zoolog Richard Bowdler Sharpe, nadając mu nazwę Tanysiptera Danae. Opis ukazał się w 1880 roku w „The Annals and Magazine of Natural History including Zoology, Botany, and Geology”. Autor jako miejsce typowe wskazał Milne Bay na Nowej Gwinei.
Tradycyjnie takson ten umieszczany jest w grupie gatunków składających się ze sterowika dużego (T. galatea), sterowika łuskowanego (T. riedelii) i sterowika wstęgosternego (T. ellioti). Gatunek monotypowy.

### Etymologia
Nazwa rodzajowa: gr. τανυσιπτερος tanusipteros – „długopióry”, od τανυ- tanu- – „długo-”, od τεινω teinō – „rozciągać”; -πτερος -pteros – „-pióry”, od πτερον pteron – „pióro”. Epitet gatunkowy jest eponimem honorującym mitologiczną Danae – córkę Akrizjosa, króla Argos.

## Morfologia
Średniej wielkości ptak o dużym, szerokim u nasady, czerwonym dziobie. Nogi i stopy od różowych do pomarańczowo-czerwonych. Tęczówki ciemnobrązowe. Występuje dymorfizm płciowy. Samiec jest nieco mniejszy od samicy. Ma rdzawo-brązową głowę i grzbiet, różowy podbródek i gardło, intensywnie ciemnoróżowy brzuch i pierś, jaśniejsze różowe boki i pokrywy podogonowe. Kuper jasnoróżowy. Pokrywy skrzydeł niebieskie, lotki czarniawe z wąskimi brązowymi obrzeżami. Ogon długi, fioletowo-niebieski w górnej części, z silnie wydłużonymi dwiema środkowymi sterówkami, które są o 9 cm dłuższe niż jego reszta, a zakończone są białymi łopatkowymi końcówkami. Samica ma bardziej płowy odcień podbródka i gardła. Młode osobniki mają pomarańczowy dziób z brązowym odcieniem przy głowie, oliwkowo-brązowe górne części ciała i bardziej brązowy odcień głowy.
Długość ciała 28–30 cm, masa ciała: samce 37–46 g, samice 42–50 g. Szczegółowe wymiary na podstawie:
|                                            | Samiec | Samica |
| ------------------------------------------ | ------ | ------ |
| Długość skrzydła (mm)                      | 92–99  | 89–98  |
| Długość dzioba (mm)                        | 33–36  | 33–38  |
| Długość ogona bez środkowych sterówek (mm) | 75–80  | 65–86  |
| Długość skoku (mm)                         | 15–18  | 15–18  |

## Zasięg występowania
Sterowik brązowy jest endemitem Papui-Nowej Gwinei. Występuje tylko w południowo-wschodniej części wyspy Nowa Gwinea – od rzek Waria i Aroa na wschód do brzegów zatoki Milne Bay. Występuje najczęściej na terenach położonych na wysokości od 500 m n.p.m. do 1000 m n.p.m. Zasięg występowania (EOO, Extent of Occurrence) według szacunków organizacji BirdLife International obejmuje około 55,4 tys. km².

## Ekologia
Głównym habitatem sterowika brązowego są gęste nizinne i górskie lasy tropikalne pierwotnego wzrostu. Spotykany jest także w podmokłych lasach, lasach z drzewami z rodzaju Castanopsis, obrzeżach lasów oraz w lasach wtórnego wzrostu. Jest gatunkiem osiadłym. Dieta tego gatunku jest słabo zbadana, składa się z owadów, w tym chrząszczy (Coleoptera) i gąsienic. Długość pokolenia jest określana na 5,7 roku.

### Rozmnażanie
Brak szczegółowych informacji na temat rozmnażania; najintensywniejsze nawoływania mają miejsce w okresie maj–październik, zaś we wrześniu obserwowano ptaka wykopującego gniazdo w termitierze.

## Status zagrożenia
W Czerwonej księdze gatunków zagrożonych Międzynarodowej Unii Ochrony Przyrody gatunek ten został zaliczony do kategorii LC (ang. Least Concern – najmniejszej troski). Ptak ten jest słabo poznany i nie ma zgodnych szacunków na temat jego liczebności. Gatunek ten jest opisywany jako rzadki na niektórych obszarach, a pospolity na innych. BirdLife International ocenia trend liczebności populacji jako prawdopodobnie stabilny ze względu na brak dowodów na spadki liczebności bądź istotne zagrożenia dla gatunku.